# 마운틴 그로브 묘지

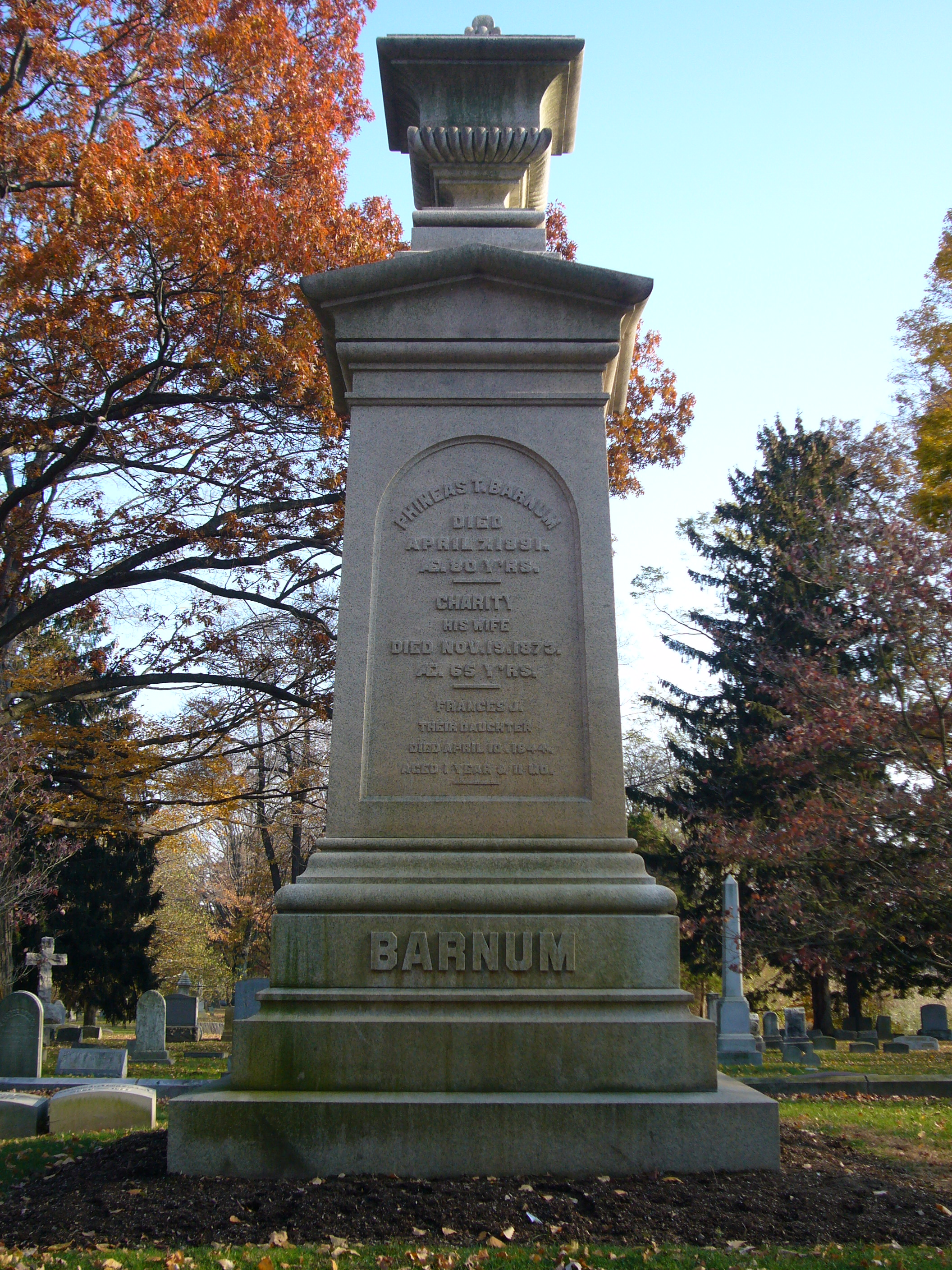

마운틴 그로브 묘지(Mountain Grove Cemetery)는 코네티컷 주 페어필드 카운티의 브리지포트(Bridgeport) 도시 중심부에서 떨어진 공원처럼 교외에 위치하고 있다.
묘지는 P. T. 바넘(P. T. Barnum)에 의해 1849년에 설계되었으며, 그 역시 그곳에 묻혀있다.

## 안치
- 닐 볼
- P. T. 바넘
- 윌리엄 비숍
- 버논 달하트
- 로버트 로손
- 패니 크로스비
- 존 톰슨
- 제너럴 톰 썸

## 같이 보기
- 롱아일랜드